# Athetis siccata
Athetis siccata là một loài bướm đêm trong họ Noctuidae.